# Cephalops varius
Cephalops varius är en tvåvingeart som beskrevs av Cresson 1911. Cephalops varius ingår i släktet Cephalops och familjen ögonflugor. Inga underarter finns listade i Catalogue of Life.